# 카미시라이시 모카
카미시라이시 모카(일본어: 上白石 萌歌 かみしらいし もか[*], 2000년 2월 28일 ~ )은 일본의 배우, 가수, 패션 모델이다. 가수 활동시의 아티스트 명의는 adieu(아듀)이며, 가고시마현 가고시마시 출신이다. Retro Freak 소속으로, 소속 레이블은 소니 뮤직 레코드이다. 언니는 카미시라이시 모네(여배우·가수)이다. 신장은 163 cm, 혈액형은 A형이다.

## 약력
가고시마현에서 태어나, 성장해 초등학교 1학년 때부터 3년 동안 가족과 함께 멕시코에서 생활했다. 초등학교 5학년이던 2011년 언니 카미시라이시 모네가 응모 예정이였던 제7회 도호 신데렐라 오디션에 응모 요강에 연령 제한이 10세부터 응모 가능했던 것으로부터, “언니가 해본다면 나도 해보자”라고 응모. 당시 사상 최연소 만10세(초등학교 5학년)의 나이로 44,120명 중 그랑프리를 차지, 심사위원 특별상을 수상한 언니 모네와 함께 도호 예능에 소속하게 되었다. 같은 해 패션 잡지 〈피치레몬〉의 전속 모델로 2011년 9월호에서 연예계 데뷔. 초등학교부터 중학교 시절을 고향의 가고시마에서 보냈지만, 도호 신데렐라 오디션의 그랑프리 수상 뒤에는 가고시마와 도쿄를 왕복하는 생활을 보낸 뒤 언니 모네의 고등학교 진학에 맞춰 중학교 2학년때 상경하여 도쿄에서 학교를 다녔다. “공부도 일도 모두 어중간하게 하고 싶지 않다”라는 강한 생각에서 고등학교 정기 시험이나 학점 취득이 어려운 대학 예비 학교에 진학해 대학 진학 후에는 교양학부에 소속되어 예술이론과 미술사, 영상학 등을 공부하고 있다.

### 여배우로서
2012년 2월에 드라마 《분신》으로 여배우 데뷔.
2016년 8월에는 《2만명의 고동 TOURS 뮤지컬 「빨강 머리 앤」》으로 뮤지컬에 첫 출연해 사상 최연소로서 주인공 앤 셜리 역을 맡았다. 2017년에는 뮤지컬 《마녀 배달부 키키》에 출연, 키키 역을 맡았다. 2018년에는 연극 《속·시간을 달리는 소녀》에서 주인공을 맡았다.
2016년 12월에 오디션을 거쳐 기린 베버리지의 〈오후의 홍차〉의 텔레비전 CM 시리즈에 기용되어 Chara의 명곡 〈좋은 느낌〉을 불러 눈길을 끌어, 완결편이 되는 2018 시리즈 4작품까지 출연했다.
2018년 공개된 《양과 강철의 숲》에서 언니 카미시라이시 모네와 영화 첫 공동 출연. 이 작품으로 제42회 일본 아카데미상 신인 배우상을 수상했다. 또한, 주인공의 목소리를 담당한 애니메이션 영화 《미래의 미라이》가 제71회 칸 영화제의 감독 주간 부문에 선정되어 카미시라이시도 공식 상영회에 참석했다. 같은 해, 방송된 드라마 《의붓 엄마와 딸의 블루스》(TBS)에서 주인공의 의붓 딸 역으로 출연했다. 2021년의 인터뷰에서 카미시라이시는 이 작품에 출연을 자신의 터닝포인트로 들고 있으며, “확실히 나는 어릴 때부터 계속 소극적인 타입이었다. 하지만 그 작품이 수줍은 나를 밖으로 이끌어 내준 것 같습니다.”라고 말했다.
2019년 4월 TBS 계열 《A-Studio》의 11대째 서브 MC로 취임해, 2020년 3월까지 재직했다.
2019년 《이다텐~도쿄 올림픽 이야기~》의 마에하타 히데코 역으로 대하드라마에 첫 출연. 수영 연습 뿐만 아니라 체중을 7kg 증량해 선수 체형으로 육체를 만드는 힘든 역할 연구에서 마에하타 역에 몰입해 연기했다.
2021년 6월에는 2022년 방송 예정인 연속 TV 소설 《치무돈돈》에서 주인공의 여동생 역으로 출연하는 것이 발표되었다. 2021년 후반에 방송하는 전작 《컴컴 에브리바디》에서 언니 카미시라이시 모네는 주인공으로 출연하기로 결정되어, 자매가 아침 드라마를 릴레이하게 되었다.
2021년 가을 방송되는 《솔로몬의 위증》(WOWOW)에서 연속 드라마 첫 주연을 완수했다.

### 가수로서
2015년 6월에 NHK E 텔레 텔레비전 애니메이션 《하나갓파》의 주제가 〈스마일〉(ス・マ・イ・ル)로 CD 데뷔.
2017년 공개된 영화 《나라타주》에서 도내 고등학교에 다니는 17세의 여고생 배경을 숨기고 adieu(아듀)명의로 노다 요지로(RADWIMPS) 작사·작곡에 의한 주제가 〈나라타주〉(ナラタージュ)를 담당,  같은 해 10월 4일 싱글 발매했다. 뮤직 비디오는 유키사다 이사오 감독이 다뤘다.
2018년 7월부터 NTV 계열의 텔레비전 프로그램 《금요 SHOW!》의 테마곡 〈Era〉를 담당하고 있다.
2018년 11월에는 <NHK> 2020 응원 송 〈파프리카〉(パプリカ)를 칸노 요코 편곡에 의한 새로운 버전을 가창, NHK 홈페이지 및 유튜브에서 동영상이 공개되어 NHK BS1에서 11월 11일 방송된 〈NHK 트로피 피겨 40회 대회 기념 「레전드 온 아이스」〉에 사용되었다.
2019년 9월 6일 adieu 명의로 음악 활동을 본격 시작한다고 발표, 아울러 2017년 영화 《나라타주》에서 동명의 주제가를 담당한 adieu가 자신이였다고 발표했다. 그 이전에는 도내 고등학교에 다니는 17세의 여고생과 공표될 뿐이었다. 10월 4일부터 방송된 텔레비전 애니메이션 《GRANBLUE FANTASY The Animation Season 2》의 엔딩 테마 〈아오이〉(蒼)을 담당. 11월 27일 첫 미니 앨범 〈adieu 1〉을 발매하고, 구매자를 응모 추첨을 통해 초대하는 라이브 이벤트 〈adieu secret show case [unveiling]〉를 12월 19일에 개최하였다.
2021년 6월 30일에는 전곡을 yaffle가 프로듀스한 두 번째 미니 앨범 〈adieu 2〉를 발표했다.

## 인물·기호·교우 관계
- 2살 위의 언니 카미시라이시 모네는 제7회 도호 신데렐라 오디션에서 심사위원 특별상을 수상하며 연예계에 진출하고 있다.[38] 2016년 뮤지컬 《빨강 머리 앤》의 주연 앤 셜리 역은 전년도에 같은 역할을 맡은 모네에서 계승하는 형태가되었다.[39] 신장은 언니보다 11cm 이상 크다. 언니와 동거하고 있다.

- 아버지는 사회과 교사로,[40] 어머니는 음악 교사로 피아노를 지도하고 있다.[41]

- 공식 프로필 란에서 취미와 특기는 가창, 달리기, 사진 찍기, 산책, 박물관 탐방을 들고 있다.[2]

- 중학교 3학년 때부터 필름 카메라에 관심을 가지고, 드라마에서 공연한 쿠로시마 유이나에 알려주고 있다.[42]

- 일 이동 중이나 휴식 중에도 들을 정도로 라디오도 좋아하며, 닛폰 방송 《후와찬의 올 나이트 닛폰 X》, FM 도쿄 《SPITZ 쿠사노 마사무네의 잠금 대륙 만유기》, J-WAVE 《JUMP OVER》는 매주  체크하고 있다.[43]

- 좋아하는 음식은 소바로, 여름 방학이 있다면 전국 소바 순회를 하고 싶다고 말한다.[44]

- 스피츠의 광팬으로, 아날로그 레코드도 소장하고 있다.[45] 독서가로, 요시모토 바나나와 타야 리사, 타니 슌타로 등을 애독하고 있다.[46][47]

- 연속 드라마 《3학년 A반 -지금부터 여러분은, 인질입니다-》에서 크롤 선수, 대하드라마 《이다텐~도쿄 올림픽 이야기~》에서 배영 선수를 연기하고 있어, 향후 접영 선수를 연기하면 배우 인생에서 개인 혼영을 달성해 현재 접영의 선수 역을 열망하고 있다.[48]

- 가고시마 요미우리 TV 아나운서의 요코야마 아사미는 소꿉 친구로, 클래식 발레를 배우고 있던 때의 친구이다.[주 1] 오하라 유노는 같은 학년으로, 동향(가고시마현 출신)에서 피치레몬 전속 모델 시절부터 교우 관계가 서로의 친정을 오가는 사이이다.[49] 오하라와는 2019년 드라마 《3학년 A반 -지금부터 여러분은, 인질입니다-》에서 공연하고 있다. 하시모토 칸나는 2017년 영화 《하루치카》에서 함께 출연한 계기로 친구가 되었다.[50][51]

## 출연 작품
역할의 굵은 표시는 주연 작품

### 텔레비전 드라마
| 방송일자                    | 제목                                           | 역할                                          | 방송사            | 비고          |
| --------------------------- | ---------------------------------------------- | --------------------------------------------- | ----------------- | ------------- |
| 2012년 2월 12일 ~ 3월 11일  | 분신                                           | 우지이에 마리코 / 코바야시 후타바 (어린 시절) | WOWOW             |               |
| 2013년 4월 9일 ~ 6월 18일   | 희미한 그녀                                    | 후지타 토모미                                 | 간사이 TV·후지 TV |               |
| 2013년 8월 17일             | 오가타 사다코 전쟁이 끝나지 않는 이 세상에서   | 오가타 사다코 (소녀 시절)                     | NHK 종합          | 단편          |
| 2014년 7월 19일             | 김전일 소년의 사건부 N (neo) - 제1화           | 유사치 에미                                   | NTV               |               |
| 2014년 12월 21일            | 과수연의 여자 ~연말 스페셜                     | 사카키 마리코 (소녀 시절)                     | TV 아사히         | 단편          |
| 2015년 2월 3일              | 쩐의 전쟁 제5화                                | 아이자와 하루카                               | 간사이 TV·후지 TV |               |
| 2015년 11월 18일            | 나의 푸른 도깨비                               | 나츠메 미카 (고등학생 시절)                   | NHK BS 프리미엄   | 단편          |
| 2016년 1월 13일             | 프래자일 제1화                                 | 카게야마 카린                                 | 후지 TV           |               |
| 2016년 3월 18일             | 안녕 드뷔시 ~피아니스트 탐정 케이프 요스케~    | 카타기리 루치아                               | NTV               | 단편          |
| 2018년 7월 11일 ~ 9월 18일  | 의붓 엄마와 딸의 블루스                        | 미야모토 미유키                               | TBS               |               |
| 2019년 1월 6일 ~ 3월 10일   | 3학년 A반 -지금부터 여러분은, 인질입니다-      | 카게야마 미오나                               | NTV               | [ 18 ]        |
| 2019년 7월 7일 ~ 12월 15일  | 대하드라마 〈이다텐~도쿄 올림픽 이야기~〉      | 마에하타 히데코                               | NHK 종합          | [ 22 ]        |
| 2019년 10월 24일            | 닥터X ~외과의 다이몬 미치코~ 6 시리즈 제2화    | 니시키 유리                                   | TV 아사히         |               |
| 2020년 1월 2일              | 의붓 엄마와 딸의 블루스 2020년 근하신년 스페셜 | 미야모토 미유키                               | TBS               | 단편          |
| 2020년 1월 5일              | 교장 제2밤                                     | 이시가미 시호                                 | 후지 TV           | 단편          |
| 2020년 1월 9일 ~ 3월 19일   | 나는 어디에서                                  | 후지와라 치카 (히로인)                        | TV 도쿄           |               |
| 2020년 2월 22일             | 퍼스트 러브                                    | 히지리야마 칸나                               | NHK BS 프리미엄   | 단편          |
| 2020년 9월 19일 ~ 10월 17일 | 천사에게 리퀘스트를 ~인생 마지막 소원~         | 코지마 아카리                                 | NHK 종합          |               |
| 2021년 1월 3일·4일          | 교장 II                                        | 이시가미 시호                                 | 후지 TV           | 단편          |
| 2021년 6월 26일             | 기묘한 이야기 여름 특별편 〈데자뷰〉           | 미나미노 히카리                               | 후지 TV           | 단편          |
| 2021년 9월 19일·26일        | 뱅크 오버! ~사상 최약의 강도~                  | 오키 사쿠라 (히로인)                          | NTV               |               |
| 2021년 10월 3일 ~ 11월 21일 | 솔로몬의 위증                                  | 후지노 료코                                   | WOWOW             | [ 26 ] [ 52 ] |
| 2022년 1월 2일              | 의붓 엄마와 딸의 블루스 2022년 근하신년 스페셜 | 미야모토 미유키                               | TBS               | 단편          |
| 2022년 4월 25일 ~ 9월 30일  | 연속 TV 소설 〈치무돈돈〉                      | 히가 유타코                                   | NHK 종합          |               |
| 2023년 1월 5일 ~ 3월 2일    | 경시청 아웃사이더                              | 미즈키 나오                                   | TV 아사히         |               |
| 2023년 2월 10일             | 스기사키 하나의 휴무 제1화 「둥근 것」         | 미즈키                                        | WOWOW             | 단편          |
| 2023년 4월 21일 ~ 6월 23일  | 펜딩 트레인 - 8시 23분, 내일 너와              | 하타노 사에                                   | TBS               |               |
| 2023년 9월 27일 ~ 11월 29일 | 파티피플 공명                                  | 츠키미 에이코                                 | 후지 TV           |               |
| 2024년 4월 17일 ~ 6월 5일   | 터무니없다                                     | 시골 생활의 마츠오카                          | MBS\|TBS          |               |

### 영화
| 개봉일자         | 제목                                         | 역할            | 배급사                   | 비고                                     |
| ---------------- | -------------------------------------------- | --------------- | ------------------------ | ---------------------------------------- |
| 2011년 11월 29일 | 하늘색 이야기 〈무지개와 얼룩말〉            | 고바야시 마코   | 도호                     | 제7회 도호 신데렐라 주연작 옴니버스 영화 |
| 2015년 7월 25일  | 뇌장 작렬 걸                                 | 세누 마이카     | KADOKAWA                 |                                          |
| 2016년 10월 22일 | 금메달 남자                                  | 쿠로키 요코     | 쇼게이트                 | [ 53 ]                                   |
| 2017년 3월 4일   | 하루치카                                     | 요네자와 타에코 | 카도카와 영화            |                                          |
| 2018년 6월 8일   | 양과 강철의 숲                               | 사쿠라 유니     | 도호                     | [ 14 ] [ 54 ]                            |
| 2018년 9월 14일  | 3D 여자친구 리얼 걸                          | 아야도 스미에   | 워너 브라더스 영화       |                                          |
| 2021년 8월 20일  | 아이는 알아주지 않아                         | 사쿠타 미나미   | 닛카쓰                   |                                          |
| 2022년 3월 18일  | KAPPEI 갓페이                                | 야마세 하루     | 도호                     |                                          |
| 2022년 8월 26일  | 아키라와 아키라                              | 미즈시마 칸나   | 도호                     |                                          |
| 2023년 10월 13일 | 유토리입니다만 무슨 문제 있습니까 인터내셔널 | 모치즈키 카오리 | 도호                     |                                          |
| 2025년 1월 10일  | 366일                                        | 타마시로 미우   | 소니 픽처스 엔터테인먼트 |                                          |

### 무대
| 공연일자                                                                                          | 제목                                                      | 역할              | 공연장소 | 비고          |
| ------------------------------------------------------------------------------------------------- | --------------------------------------------------------- | ----------------- | --- | ------------- |
| 2016년 8월                                                                                        | 2만명의 고동 TOURS 뮤지컬 〈빨간 머리 앤〉                | 앤 셜리           | 삿포로시 교육 문화 회관 / 도쿄 일렉트론 홀 미야기 / 신주쿠 문화 센터 / 오미야 소닉 시티 일본 특수도업 시민 회관 / 히로시마 문화 학원 HBG 홀 / 후쿠오카 시민 회관 / 메르파르크 오사카 | [ 39 ]        |
| 2017년 6월 1 일 ~ 4일·8월 31일 ~ 9월 3일                                                          | 뮤지컬 〈마녀 배달부 키키〉                               | 키키              | 도쿄 신국립 극장 중극장 / 우메다 예술 극장 드라마 시티 | [ 55 ]        |
| 2017년 6월 29일·8월 8일 ~ 9일                                                                     | 연극 〈어린 왕자〉                                        | 왕자              | 니가타시 예술문화회관 홀 / 도쿄 예술 극장 | [ 56 ]        |
| 2018년 2월 7일 ~ 14일·2월 17일·2월 20일                                                           | 올 나이트 닛폰 50주년 기념 공연 〈속·시간을 달리는 소녀〉 | 요시야마 카즈코   | 도쿄 글로브좌 / 모리 노미야 필로티 홀 / 고치 현립 현민 문화 홀 | [ 57 ] [ 58 ] |
| 2018년 10월 11일 ~ 11월 7일·11월 15일 ~ 24일                                                      | 낭만 활극 〈바람의 검심〉                                 | 카미야 카오루     | 도쿄 신바시 연무장 / 오사카 쇼치쿠좌 | [ 59 ]        |
| 2020년 2월 28일 ~ 3월 11일                                                                        | 오세이, 단코                                              |                   | 세타가야 공공 극장 / 아이치현 / 시마네현 / 효고현 카가와현 / 나가노현 | 공연 중단     |
| 2020년 9월 4일 ~ 27일·10월                                                                        | 연극 〈게르니카〉                                         | 사라              | 도쿄 PARCO 극장 | [ 60 ] [ 61 ] |
| 2024년 3월 8일 ~ 31일 / 4월 6일·7일 / 4월 13일·14일 / 4월 18일 ~ 21일 / 4월 25일·26일 / 5월 2일 / | PARCO PRODUCE 2024 〈리어왕〉                             | 코딜리아 (영어판) | 도쿄 예술 극장 플레이하우스 / 류토피아 니가타 시민 예술 문화 회관 극장 / 카리야시 종합 문화 센터 아이리스 대홀 /Sky 극장 MBS / 캐널 시티 극장 / 마츠모토 시민 예술관 주 홀           |               |

### 극장판·TV 애니메이션
| 개봉/방송일자    | 제목                                 | 역할 | 배급사/방송사 | 비고              |
| ---------------- | ------------------------------------ | ---- | ------------- | ----------------- |
| 2018년 7월 20일  | 미래의 미라이                        | 쿤짱 | 도호          | 극장판 애니메이션 |
| 2020년 12월 25일 | 극장판 포켓몬스터: 정글의 아이, 코코 | 코코 | 도호          | 극장판 애니메이션 |

### 외화 더빙
| 개봉일자        | 제목                        | 역할                      | 배급사/방송사   | 비고                     |
| --------------- | --------------------------- | ------------------------- | --------------- | ------------------------ |
| 2022년 2월 4일  | 고스트버스터즈 라이즈       | 피비 (매케나 그레이스 분) | 컬럼비아 픽처스 | 미국 영화, 일본어판 더빙 |
| 2024년 3월 29일 | 고스트버스터즈: 오싹한 뉴욕 | 피비 (매케나 그레이스 분) | 컬럼비아 픽처스 | 미국 영화, 일본어판 더빙 |

### WEB·전달 드라마
- 모어 댄 워즈/More Than Words (2022년 9월 16일, Amazon Prime Video) - 하나 역

### 라디오 드라마
- FM 시어터 〈침묵과 오르골〉 (2015년 5월 30일, NHK-FM) - 후카야마 아키코 역
- 바이노럴 라디오 드라마 〈가족 여름 뷰~〉 (2020년 7월 5일, J-WAVE) - 여동생 역[64]

### 음성 가이드
- 마티스전 (2023년 4월 27일 ~ 8월 20일, 도쿄도 미술관)

## 그 외 출연

### 다큐멘터리
- FACES 언어와 같은 얼굴이 있다. (2017년 10월 4일 ~ 2019년 3월 31일, TBS) - 이야기[65]
- 마지막 강의 〈만화가 니시하라 리에코〉 (2018년 8월 26일, NHK BS1) - 이야기[66]
- 기의 국가 스페셜 〈마에하타 힘내라! 일본 최초의 여성 금메달리스트 탄생 비화〉 (2019년 8월 2일 <와카야마현 지역>·8월 12일 <전국 방송>, NHK 종합) - 이야기[67]
- NHK 스페셜 〈“기적”의 자식이라고 ~가마이시 지진 9년~〉 (2020년 3월 14일, NHK 종합) - 이야기[68]
- 더 논픽션 (후지 TV) - 내레이션

### 정보 프로그램
- ZIP! (2020년 1월 10일 ~ 2020년 1월 31일, NTV) - 2020년 1월도 월 교체 금요일 퍼스널리티
- 메쟈마시 TV (2023년 11월 16일·22일·29일, 후지 TV) - 월간 엔터테인먼트 발표자

### 버라이어티
- A-Studio (2019년 4월 5일 ~ 2020년 3월 27일, TBS) - 11대째 서브 MC[20][21]
- LIFE!~인생에 바치는 콩트~ (2020년 5월 5일, NHK 종합) - 2편의 콩트에 출연
- 겨울 1 (2023년 12월 15일, NHK 종합) - 메이드, 패밀리 점원, 유키 역 外 다수
- 봄 여름 가을 겨울 호화 캐스트의 걸작 콩트 & 미쓰야의 안대기 대회 (2024년 3월 27일, NHK 종합)
- 더 베스트원 (2021년 3월 28일, TBS) - MC
- 샌드 이시이의 일본 하얀 미래 검은 미래 - 드라마 파트 출연 (2023년 1월 8일, 후지 TV)

### 라디오
- anicos.tokyo (2015년 9월 22일·2016년 1월 3일·2017년 1월 2일, 라디오 NIKKEI 제1방송) - 퍼스널리티
- 수험생 응원 스페셜에 카미시라이시 모카 넘치는 라디오 (2018년 12월 28일, TBS 라디오) - 퍼스널리티[69]
- SCHOOL OF LOCK! 내 〈카미시라이시 모카의 GIRLS LOCKS!〉 (2021년 4월 19일 ~ 3주째 담당, TOKYO FM·JFN) - 퍼스널리티[70][71]
- #LOVEFAV (2021년 4월 3일 ~ 2022년 3월 26일, J-WAVE) - 퍼스널리티[72][71]
- 〈SCHOOL OF LOCK!〉 내 〈카미시라이시 모카의 GIRLS LOCKS!〉 → 〈adieu LOCKS!〉（2021년 4월 19일 ~ 2023년 3월 23일 3주차 담당 → 2023년 4월 3일 ~ 2023년 12월 7일 1주차 담당, TOKYO FM·JFN) - 퍼스널리티

### PV
- HOME MADE 가족 〈스타와 라인〉(スターとライン, 2011년 9월 28일)[주 6]
- androp 〈이미지워드〉(イメージワード)
- YOASOBI 〈그 꿈을 덧그리며〉(あの夢をなぞって (Ballade Ver.)) (2022년 3월 24일)
- Spitz 〈아름다운 지느러미〉(美しい鰭) (2023년 4월 10일)
- 요시타케 신스케 〈조금 오래간다고 합니다〉(ちょっぴりながもち するそうです) (2024년 5월 30일)

### CM (광고)
- 칼피스 〈안심 시리즈〉 (2011년)
- JA공제 〈미타니 가족〉 (2013년 3월) - 미타니 마코토 역
- 에스테 〈2만명의 고동 TOURS 뮤지컬 「빨간 머리 앤」티켓 선물 고지〉 〈바람과 제거〉편 (2016년)
- 기린 베버리지
  - 오후의 홍차 (2016년 ~ 2018년)
  - 기린 레몬 (2020년 ~ )
- 테이진 (2017년 ~ )
- 환경부 〈COOL CHOICE〉 (2017년)
- 미츠칸 〈양념 듬뿍! 계란 간장 소스 아침 남매〉편 (2018년)
- ENEOS 〈집의 ENEOS〉 저녁 식사편 (2019년 2월)
  - 도쿄 디즈니랜드 〈전세 나이트 캠페인〉편 (2019년 7월)
  - ENEOS 〈에너지 송 100m 달리기 체력 재생〉편 (2019년 10월 ~ )
- SUUMO 〈마지막 상영회 길〉편 (2019년 2월)
- ECC 〈ECC 주니어〉 (2020년 1월)
- 넷의 에이스 〈인터넷의 미카타.〉 (2021년 3월 ~ )
- 일본 모기지 〈갑자기 빠로-엘리베이터〉편 (2022년 8월 19일 ~ )
- 일본 맥도날드 〈맥셰이크 홋카이도산 유바리 멜론〉 〈레몬치즈파이〉 (2023년 6월 6일 ~ )
- 비자 월드 와이드 재팬 〈터치 결제〉 〈터치 차이〉편 (2023년 8월 18일 ~ )

### 모델·이미지 캐릭터
- 게이힌 급행 전철 (2011년)
- 총무성 〈제25회 참의원 의원 통상 선거〉 (2019년) - 선거 계발 이미지 캐릭터

### 콘서트
- 야마다 카즈키 지휘 도쿄 필하모니 교향악단 Bunkamura 오챠드 홀 새로운 클래식 시리즈 야마다 카즈키 말러 연주회 다케미츠 토오루 작곡 〈계도 -젊은 사람들을 위한 음악시-〉 (2016년 1월 30일, 시부야 오차드 홀) - 이야기 (진행자)

### 기타
- 부흥의 메시지 ~〈언젠가〉 프로젝트~ (2011년)
- <NHK> 2020 응원 송 프로젝트 - 테마 송 〈파프리카〉(パプリカ)를 가창

## 서적

### 잡지 연재
- 피치레몬 (2011년 9월호 ~ 2015년 12월호, 학연 퍼블리싱) - 전속 모델
- B.L.T. 〈girls,be ambitious〉 (2011년 6월호 ~ 부정기, 도쿄 뉴스 통신사) - 도호 신데렐라 〈girls be ambicious〉 연재
- AERA STYLE MAGAZINE 〈카미시라이시 모카 씨와 돌아보는, 요코하마 “쇼와 클래식”기행.〉 (2022년 12월)

### 사진집
- aBUTTON VOL.9_ 청춘 카미시라이시 모카 / 카미시라이시 모네 (PLUP SERIES) (2012년 5월 31일, PARCO 출판) ISBN 978-4-89194-959-4
- 반짝임 (2020년 2월 28일, 타카라지마사)[73] ISBN 978-4-299-00126-9

### 표지 모델
- 천사의 눈물. (2011년 10월 21일, 슈에이샤 핑키 문고) - 언니 카미시라이시 모네와 공연 ISBN 978-4-08-660019-4

### DVD
- 카미시라이시 모카 ~무지개 얼룩말~ (감독: 미키 타카히로, 도호)

## 음악

### 디스코그래피

#### 카미시라이시 모카 명의
| 발매일          | 음반                                                                   | 노래 | 악곡                   | 비고                                   |
| --------------- | ---------------------------------------------------------------------- | --- | ---------------------- | -------------------------------------- |
| 2015년 6월 17일 | はなかっぱ ス・マ・イ・ル/とまとっと...？とうがらし 〜やさいしりとり〜 | 카미시라이시 모카 | ス・マ・イ・ル 스마일  | TV 애니메이션 《하나갓파》 오프닝 테마 |
| 2019년 4월 1일  | 빈칸                                                                   | Radio Darlings (카미시라이시 모카, aiko, 하시모토 에리코 (챠토몬치), 타니구치 마구로 (KANA-BOON), 핫토리 (마카로니엔피츠), 후지하라 사토시 (오피셜히게단디즘), KAN, 하타 모토히로) | メロンソーダ 메론 소다 | FM802의 2019년 봄의 캠페인 곡          |

#### adieu 명의
2019년 9월에 공식 인스타그램와 트위터를 통해 〈adieu〉가 카미시라이시 모카임을 발혔다.

##### 싱글
1st 싱글 〈나라타주〉(ナラタージュ)는 유키사다 이사오 감독의 영화 《나라타주》(2017년 10월 7일 공개)의 주제가에서 노다 요지로(RADWIMPS)가 작사·작곡을 다뤘다. 이 곡의 뮤직 비디오는 유키사다 이사오 감독이 확성기를 잡고, 나가노현의 기리가미네고원에서 한 컷의 촬영이 진행되었다.
| 순서 | 발매일          | 제목                  | 규격 | 최고 순위 |
| ---- | --------------- | --------------------- | --- | --------- |
| 1st  | 2017년 10월 4일 | ナラタージュ 나라타주 | SRCL-9531~32 (초회 한정반) SRCL-9533 (통상반)                                                                | 19위      |
| 2nd  | 2022년 3월 2일  | 穴空きの空 텅빈 하늘  | SRCL-12080~1 (초회 한정판) SRCL-12082 (통상반) SRCL-12083-4 (기간 생산 한정판(애니메이션 신작 재킷 일러스트) | 19위      |

##### 전달
| 순서                   | 발매일                 | 제목                               |
| Sony Music Labels Inc. | Sony Music Labels Inc. | Sony Music Labels Inc.             |
| ---------------------- | ---------------------- | ---------------------------------- |
| 1st                    | 2020년 9월 23일        | 楓 카에데                          |
| 2st                    | 2021년 2월 10일        | やさしい気持ち 다정한 마음         |
| 3st                    | 2021년 4월 11일        | 春の羅針 봄의 나침                 |
| 선행                   | 2021년 6월 5일         | 愛って 사랑이란                    |
| 선행                   | 2021년 6월 12일        | 天使 천사                          |
| 4th                    | 2022년 1월 19일        | 灯台より 등대로부터                |
| 5th                    | 2022년 2월 11일        | 旅立ち 여행                        |
| 6th                    | 2022년 7월 22일        | ひかりのはなし 히카리의 이야기     |
| 선행                   | 2022년 8월 17일        | 夏の限り 여름의 끝                 |
| 7th                    | 2024년 7월 10일        | 背中 등                            |
| 선행                   | 2024년 11월 13일       | 泡吹 거품                          |
| THE FIRST TAKE MUSIC   |                        |                                    |
| 1st                    | 2021년 3월 3일         | ナラタージュ - From THE FIRST TAKE |
| 2nd                    | 2021년 3월 3일         | 天気 - From THE FIRST TAKE         |
| 3rd                    | 2021년 6월 17일        | よるのあと - From THE FIRST TAKE   |
| 4th                    | 2021년 6월 17일        | 愛って - From THE FIRST TAKE       |

##### 미니 앨범
| 순서 | 발매일           | 제목                     | 규격                                                | 최고 순위 | 비고          |
| ---- | ---------------- | ------------------------ | --------------------------------------------------- | --------- | ------------- |
| 1st  | 2019년 11월 27일 | アデュー・ワン adieu 1   | SRCL-11340〜11341 (초회 한정반) SRCL-11342 (통상반) | 41위      |               |
| 2nd  | 2021년 6월 30일  | アデュー・ツー adieu 2   | SRCL-11824〜11825 (초회 한정반) SRCL-11826 (통상반) | 18위      | [ 80 ] [ 81 ] |
| 3rd  | 2022년 9월 9일   | アデュー・スリー adieu 3 | SRCL-12173 (통상반)                                 | TBA       |               |
| 4th  | 2024년 11월 27일 | アデュー・フォー adieu 4 | SRCL-13043 (초회 생산 한정판) SRCL-13045 (통상반)   | TBA       |               |

##### 기타
- 나라타주(ナラタージュ) / THE FIRST TAK (전달일: 2019년 11월 15일)
- 날씨(天気) / THE FIRST TAKE (전달일: 2019년 12월 4일)
- 밤이 지난 후(よるのあと) / THE FIRST TAKE (전달일: 2021년 4월 30일)
- 사랑이란(愛って) / THE FIRST TAKE (전달일: 2021년 5월 12일)

### 라이브, 음악 이벤트
- adieu secret show case [unveiling] (2019년 12월 19일, 다이칸야마LOOP)[82]
- adieu First Live 2021 -à plus- (2021년 8월 25일, Zepp DiverCity)
- adieu Tour 2022 -coucou- (2022년 9월 24일, LINE CUBE SHIBUYA / 10월 10일, 남바 Hatch)
- 원맨 라이브 〈adieu coucou -여름의 끝-〉 (2023년 8월 26일, 시부야 WWW X)
- EIKO 〈Dreamer〉 릴리스 기념 라이브 이벤트 (2023년 11월 12일, 타워 레코드 시부야점)
- 드라마 〈파티피플 공명〉 공개 수록 스페셜 라이브 (2024년 8월 14일, 도쿄 가든 극장)
- SUMMER SONIC 2024 (2024년 8월 17일, 도쿄 회장 BEACH STAGE)
- adieu LIVE 2024 (2024년 12월 22일, KT Zepp Yokohama)

## 수상 경력
| 연도   | 시상식                     | 부문        | 작품           | 출처   |
| ------ | -------------------------- | ----------- | -------------- | ------ |
| 2011년 | 제7회 도호 신데렐라 오디션 | 그랑프리    | 빈칸           | [ 6 ]  |
| 2019년 | 제42회 일본 아카데미상     | 신인 배우상 | 양과 강철의 숲 | [ 15 ] |
| 2022년 | anan AWARD 2022            | 포커스 부문 | 빈칸           |        |

### 내용주
1. ↑   《가고시마 생명! 향토애 그랑프리!》 (2020년 9월 19일 방송)의 빨리 누르는 퀴즈 코너에서 카미시라이시 자매의 퀴즈가 출제 되었을 때 요코야마 아나운서로부터.
2. ↑  개봉일 기준은 일본에서의 개봉일이다.
3. ↑  당초, 예정의 공개일은 2020년 6월 26일이었지만, 신종 코로나 바이러스 감염 확대의 영향으로 연기되어, 2021년 8월 20일 공개되었다.
4. ↑  신종 코로나 바이러스 감염의 확산을 방지하기 위해 투어 공연 포함해 전체 일정을 중단하는 것을 2월 27일에 발표했다.
5. ↑  개봉·방송일자 기준은 일본에서의 공개일이다.
6. ↑  앨범 「AKATSUKI」 수록 작품.
7. ↑  KAN과 하타 모토히로는 코러스로 참가.

### 참조주
1. 1 2  “도호 신데렐라에 빛나는 기대 여배우가 가수 데뷔 꿈은 크게 「홍백 나가고 싶다!」”. 산케이 신문. 2015년 3월 11일. 2015년 6월 29일에 확인함.
2. 1 2  “도호 예능 공식 프로필”. 도호 예능. 2019. 2021년 7월 12일에 확인함.
3. ↑  일본 탤런트 명감 (VIP타임즈사)
4. 1 2  “『3학년 A반』에 출연중인 카미시라이시 모카 강렬한 예술에 자극된 멕시코 생활”. 2019년 3월 4일. 2020년 3월 7일에 확인함.
5. 1 2  “여배우 카미시라이시 모카 씨 서두르지 않고 적절한 선택을 계속하면 반드시 좋은 길이 열린다”. 라이센스 아카데미. 2018년 7월 2일. 2020년 3월 7일에 확인함.[깨진 링크(과거 내용 찾기)]
6. 1 2  “7대째 도호 신데렐라 카미시라이시 모카 씨, 심사위원 만장일치 「모두 가지고 있는」”. ORICON STYLE. 2011년 1월 9일. 2014년 12월 12일에 확인함.
7. ↑  “「도호 신데렐라」 사상 최연소 10세가 우승!”. 스포니치 신문사. 2011년 1월 10일. 2014년 12월 12일에 확인함.
8. ↑  “카미시라이시 모카 : 도호 신데렐라가 파리의 이벤트에 출연 해외 데뷔 「모든 신선!」”. 마이니치 신문. 2013년 9월 22일. 2015년 4월 1일에 원본 문서에서 보존된 문서. 2014년 12월 12일에 확인함.
9. ↑  “카미시라이시 모카가 언니 모네에 이어 최연소로 “빨간 머리 앤”에”. KADOKAWA. 2016년 2월 29일. 2019년 11월 12일에 확인함.
10. ↑  “뮤지컬 〈마녀 배달부 키키〉 키키 역에 카미시라이시 모카, 잠자리 역 아베 아란”. 나타샤. 2017년 2월 10일. 2019년 11월 12일에 확인함.
11. ↑  “『속·시간을 달리는 소녀』 첫 무대화, 주연은 카미시라이시 모카 우에다 마코토 각본·연출”. 《CINRA.NET》 (cinra). 2017년 10월 20일. 2019년 11월 12일에 확인함.
12. ↑  “「오후의 홍차」 CM으로 주목 소녀 그 여배우의 여동생!”. 《시네마투데이》. 2016년 12월 16일. 2019년 11월 12일에 확인함.
13. ↑  “카미시라이시 모카, HY의 「366일」을 훌륭하게 노래 “기보무스” 커플 이노와키 카이와의 사랑 이야기가 완결”. 《MANTANWEB》 (MANTAN). 2018년 12월 5일. 2019년 11월 12일에 확인함.
14. 1 2  “카미시라이시 모네, 모카가 영화 첫 공동 출연 「서로 높여 해가면」”. 《닛칸스포츠》 (닛칸스포츠 신문사). 2017년 11월 23일. 2017년 11월 23일에 확인함.
15. 1 2  ““헤세이 마지막” 제42회 일본 아카데미상 『어느 가족』이 12개 부문에서 우수상!”. 시네마 카페. 2019년 1월 15일. 2019년 1월 15일에 확인함.
16. ↑  “호소다 마모루 〈미래의 미라이〉 칸에서 공식 상영! 감독 주간에 선정”. 시네마투데이. 2018년 4월 17일. 2018년 4월 17일에 확인함.
17. ↑  “언니에 이어 세계로 날다! 카미시라이시 모카 칸에서 「꿈 같은 시간」”. 산케이 디지털. 2018년 5월 17일. 2018년 5월 17일에 확인함.
18. 1 2  “「의붓 엄마와 딸의 블루스」 딸 역에는 카미시라이시 모카 비즈니스 우먼 무라모토가 연속 드라마 첫 출연”. 《크랭크인!》 (할리우드 채널). 2018년 6월 25일. 2018년 6월 25일에 확인함.
19. ↑  “상냥함도 힘의 일부. 유연함을 무기로 하여 카미시라이시 모카가 바라보는 미래.”. VOGUE GIRL. 2021년 7월 24일에 확인함.
20. 1 2  “카미시라이시 모카 「A-Studio」11대째 서브 MC에”. 《닛칸스포츠》. 2019년 3월 25일. 2019년 11월 12일에 확인함.
21. 1 2  “카미시라이시 모카 눈물 「A-Studio」 졸업”. 《데일리 스포츠online》 (주식회사 데일리). 2020년 3월 27일. 2020년 3월 27일에 확인함.
22. 1 2  “「이다텐」 마에하타 히데코 역에 카미시라이시 모카 역 만들기에서 7킬로미터 감소한 세 가지의 기용 이유 「단 한명의 조건 클리어」”. 《Sponichi Annex》 (스포니치 신문사). 2019년 4월 24일. 2019년 4월 24일에 확인함.
23. ↑  “카미시라이시 모카 「이다텐」에 매료된 여배우 영혼! 7킬로 증량 터프한 역할 연구”. 마이 나비. 2019년 7월 14일. 2019년 11월 12일에 확인함.
24. ↑  “카미시라이시 모카 「이다텐」에서 비원의 금! “힘내라 마에하타!”의 성원 「든든했다」”. 마이 나비. 2019년 9월 22일. 2019년 11월 12일에 확인함.
25. ↑  “NHK 「치무돈돈」 여동생 역에 카미시라이시 모카, 언니 모카 아침 드라릴레”. 닛칸스포츠. 2021년 6월 1일. 2021년 6월 1일에 확인함.
26. 1 2  “카미시라이시 모카, 연속 드라마 첫 주연 「솔로몬의 위증」 현대로 대체 WOWOW에서 드라마화”. 《ORICON NEWS》 (oricon ME). 2021년 5월 3일. 2021년 5월 3일에 확인함.
27. ↑  “마츠모토 준 × 아리무라 카스미 끊기지 않을 정도의 사랑이 넘치는...노다 요지로에 의한 작사 작곡 주제가 「나라타주」 발표! 발견되었던 [시간을 멈추는 목소리] 17세  현역 고교생 adieu (아듀)”. 소니 뮤직 레코드. 2017년 8월 24일. 2019년 11월 12일에 확인함.
28. 1 2  “「나라타주」주제가는 카미시라이시 모카이었다!  “adieu”로 음악 활동 본격화에”. 《시네마 카페》 (아이드). 2019년 9월 6일. 2019년 9월 6일에 확인함.
29. ↑  “adieu, 영화 「나라타쥬」주제가 MV 공개 유키사다 이사오가 감독 맡는다”. 《리얼 사운드》 (blueprint). 2017년 9월 1일. 2019년 11월 12일에 확인함.
30. ↑  “카미시라이시 모카 : 호소다 감독이 제작한 「금요 SHOW!」신 OP에 참여”. 《MANTANWEB (만탄웹)》 (일본어). 2018년 7월 16일. 2020년 4월 21일에 확인함.
31. ↑  “카미시라이시 모카가 요네즈 켄시 제작 「파프리카」 가창, 작곡은 칸노 요코”. 《음악 나탈리》 (나타샤). 2018년 11월 5일. 2019년 11월 12일에 확인함.
32. ↑  “「나라타주」 노다 요지로가 다룬 주제가에 예고 노래는 17세 여고생”. 영화나탈리. 2017년 8월 23일. 2017년 9월 23일에 확인함.
33. ↑  “adieu와 카미시라이시 모카 신곡 「아오이」가 「구라부루」 시즌 2ED 테마 「기대해주세요」”. 《ORICON NEWS》 (oricon ME). 2019년 9월 29일. 2019년 11월 12일에 확인함.
34. ↑  “adieu (카미시라이시 모카) 첫 미니 앨범 「adieu 1」릴리스 결정”. 《BARKS》 (재팬 뮤직 네트워크). 2019년 10월 11일. 2019년 11월 12일에 확인함.
35. ↑  “adieu (카미시라이시 모카) 12·19 최초의 라이브 이벤트 개최 메이킹 영상 공개 중”. 《ORICON NEWS》 (oricon ME). 2019년 11월 2일. 2019년 11월 12일에 확인함.
36. ↑  ““adieu”의 카미시라이시 모카 「두근 두근」의 첫 라이브 9년 전 자신에게 「꿈이 이루어졌다」”. 《ORICON NEWS》 (oricon ME). 2019년 12월 19일. 2019년 12월 19일에 확인함.
37. ↑  “adieu『adieu 2』 키미지마 오조라가  카네코 아야노 등의 제공 곡도 삼키지 않은 질박하면서 강해져야 카미시라이시 모카의 가성”. Mikiki. 2021년 7월 24일에 확인함.
38. ↑  “도호 신데렐라 그랑프리 최연소 10세! 언니도 수상”. 스포니치 신문사. 2011년 1월 9일. 2021년 1월 15일에 확인함.
39. 1 2  “「빨간 머리 앤」 앤 셜리 역에 카미시라이시 모카 지난해 언니와 바톤 터치”. 나타샤. 2016년 2월 29일. 2016년 2월 29일에 확인함.
40. ↑  “13세·카미시라이시 모네 데뷔 반년 만에 첫 드라마...NHK 대하 「고우」최종회”. 《스포츠호치》. 2011년 11월 4일. 2012년 6월 27일에 원본 문서에서 보존된 문서. 2021년 5월 10일에 확인함.
41. ↑  “노래와 연기 두 길 앞으로도 「너의 이름은」 성우 가수로도 데뷔에 시라이시 모네 씨”. 《니시닛폰 신문사》. 2016년 11월 13일. 2016년 11월 14일에 원본 문서에서 보존된 문서. 2019년 4월 24일에 확인함.
42. ↑  “아무렇지도 않은 일상 “드라마”를 찍을 카미시라이시 모카 필름 카메라 사랑”. 《ORICON NEWS》 (oricon ME). 2020년 3월 6일. 2021년 1월 15일에 확인함.
43. ↑  “카미시라이시 모카와 라디오. 「동경하던 라디오 프로그램에 나가게 되어 사실 아직도 긴장하고 있습니다」”. 《MEN's NON-NO》. 2021년 6월 27일. 2021년 6월 29일에 확인함.
44. ↑  “카미시라이시 모카 여름 방학에 하고 싶은 것은 전국 소바 순회”. 닛칸스포츠 신문사. 2018년 8월 7일. 2021년 1월 15일에 확인함.
45. ↑  “카미시라이시 모카가 말하는 스피츠의 매력.  「인생의 목표는 스피츠가 주제가의 작품에 나오는 것」”. 《WHAT's IN? tokyo》. 2019년 9월 26일. 2021년 1월 11일에 원본 문서에서 보존된 문서. 2021년 1월 15일에 확인함.
46. ↑  “항상 눈의 안쪽이 생기가 있는 사람이고 싶다 - 「오세이, 단코」 카미시라이시 모카 씨 인터뷰”. 《연극 & 엔터테인먼트계 WEB 매거진 | omoshii - 오모시》. 2021년 1월 15일에 확인함.
47. ↑  “카미시라이시 모카, 오케스트라를 배경으로 25분간의 암송에 도전”. 《ORICON NEWS》. 2015년 6월 14일. 2020년 6월 15일에 확인함.
48. ↑  “카미시라이시 모카 3작품 연속으로 수영 선수 역 「여배우 인생에서 개인 혼영을 목표로 하고 싶다」”. 《excite뉴스》. 2020년 6월 15일. 2021년 1월 14일에 원본 문서에서 보존된 문서. 2021년 1월 15일에 확인함.
49. ↑  “카미시라이시 모카&오하라 유노, 동향 및 동학년 나카요시 2장으로 반향 「매우 귀여움인가!」”. 크랭크인!. 2021년 6월 6일에 확인함.
50. ↑  “하시모토 칸나, 친구·카미 시라이시 모카 라이브 감동! 「나의 미루어 오늘도 빛나고 있다」”. 《RBBTODAY》. 2021년 8월 26일. 2021년 9월 19일에 확인함.
51. ↑  “하시모토 칸나, 친구·카미시라이시 모카와 공연에 감격 「정말로 정말로 사랑해요」”. 《MusicVoice》. 2019년 8월 31일. 2021년 9월 19일에 확인함.
52. ↑  “WOWOW 개국 30주년 기념 드라마 W 미야베 미유키 「솔로몬의 위증」”. WOWOW. 2021년 5월 3일에 확인함.
53. ↑  “오오이즈미 요, 나가사와 마사미, 야마자키 히로나! 우치무라 테루요시 감독작 「금메달 남자」에 호화 캐스트 결집”. 《영화.com》 (주식회사 영화 닷컴). 2016년 1월 31일. 2016년 12월 6일에 확인함.
54. ↑  “카미시라이시 모네&카미시라이시 모카, 자매 첫 공동 출연 화려한 연기도 선보일 <양과 강철의 숲>”. 《모델 프레스》. 2017년 11월 23일. 2017년 11월 23일에 확인함.
55. ↑  “카미시라이시 모카 주연 뮤지컬 「마녀 배달부 키키」 「함께 성장해 나갈 수 있으면」”. 《ORICON NEWS》 (oricon ME). 2017년 2월 10일. 2017년 2월 10일에 확인함.
56. ↑  “「어린 왕자」 공연 정보”. 류토와 피아 니가타 시민 예술문화회관. 2019년 12월 14일에 확인함.
57. ↑  “「시간을 달리는 소녀」 환상의 속편이 무대화! 카미시라이시 모카 현역 해군복에서 주연”. 시네마투데이. 2017년 10월 20일. 2017년 10월 20일에 확인함.
58. ↑  “닛폰 올 나이트 닛폰 50주년 기념 공연 속·시간을 달리는 소녀”. 《닛폰방송EVENT》. 2019년 7월 28일에 확인함.
59. ↑  “연극『바람의 검심』, 사기리 세이나가 다시 검심에 카미야 카오루는 카미시라이시 모카”. 《크랭크인!》 (할리우드 채널). 2018년 5월 20일. 2018년 5월 20일에 확인함.
60. ↑  “게르니카”. 《PARCO STAGE -파르코 스테이지-》. 2020년 6월 21일에 확인함.
61. ↑  “나카야마 유마 무대 「게르니카」출연 결정! 카츠지 료, 사기리 세이나, 기무라 미도리코 등의 전체 캐스트 해금”. 《더 텔레비전》 (KADOKAWA). 2020년 2월 26일. 2020년 2월 28일에 확인함.
62. ↑  “호소 다 마모루 〈미래의 미라이〉에 카미시라이시 모카, 쿠로키 하루, 호시노 겐, 아소 쿠미코 등이 출연”. 《영화나탈리》 (나타샤). 2018년 4월 11일. 2018년 4월 11일에 확인함.
63. ↑  “카미시라이시 모카, 나카무라 칸쿠로가 「포켓 몬스터 코코」참여, 소년과 포켓몬 역에”. 《영화나탈리》 (나타샤). 2020년 7월 31일. 2020년 7월 31일에 확인함.
64. ↑  “카미시라이시 모카, 이나바 유우, 하나자와 카나 등 출연! 마츠이 다이고 의한 바이노 럴 라디오 드라마가 7월 5일에 J-WAVE NEWS”. 《J-WAVE NEWS》 (일본어). 2020년 6월 19일. 2020년 7월 7일에 확인함.
65. ↑  FACES 언어 같은 얼굴이 있다 TBS, 2017년 9월 30일에 확인.
66. ↑  “NHK「마지막 강의」 「미우라 쥰」편 및 「니시하라 리에코」 편이 3월 2일일에 재방송”. 《amass》. 2020년 3월 14일. 2020년 3월 18일에 확인함.
67. ↑  “NHK 다큐멘터리 - 기의 국가 스페셜 〈마에하타 힘내라! 일본 최초의 여성 금메달리스트 탄생 비화〉”. 일본방송협회. 2020년 3월 20일에 원본 문서에서 보존된 문서. 2020년 3월 20일에 확인함.
68. ↑  “NHK 다큐멘터리 〈“기적”의 자식이라고 ~가마이시 지진 9년~〉”. 일본방송협회. 2020년 3월 20일에 원본 문서에서 보존된 문서. 2020년 3월 20일에 확인함.
69. ↑  “여배우·카미시라이시 모카가 퍼스널리티에 첫 도전! 12월 28일 (금) 밤 8시 「수험생 응원 스페셜에 카미시라이시 모카 넘치는 라디오」”. TBS라디오. 2018년 12월 26일. 2020년 1월 11일에 확인함.
70. ↑  “4월부터 새로운 시간표를 대발표!!”. TOKYO FM. 2021년 3월 23일. 2021년 3월 27일에 확인함.
71. 1 2  “카미시라이시 모카의 레귤러 라디오가 4월부터 2국에서 시작!”. RBB TODAY. 2021년 3월 24일. 2021년 3월 27일에 확인함.
72. ↑  “J-WAVE 2021년 4월 개편 안내”. J-WAVE (81.3FM). 2021년 3월 24일. 2021년 7월 27일에 확인함.
73. ↑  “카미시라이시 모카 「스스로도 놀라운 해방된 얼굴」 첫 사진집 표정에 깜짝!”. 《더 텔레비전》 (KADOKAWA). 2020년 2월 28일. 2020년 2월 29일에 확인함.
74. ↑  “카미시라이시 모카 애니메이션 「하나갓파」주제가 「스마일」가 6월 17일 (수)에 발매 결정!”. 도호 예능. 2015년 4월 27일. 2016년 3월 5일에 원본 문서에서 보존된 문서. 2019년 3월 30일에 확인함.
75. ↑  “FM802 캠페인 곡에 카미시라이시 모카, KAN, 하타 모토히로가 참여 aiko가 작사·작곡”. 《Sponichi Annex》 (스포니치 신문사). 2019년 3월 30일. 2019년 3월 30일에 확인함.
76. ↑  카미시라이시 모카 (2019년 9월 6일). “늦었습니다만 제가 adieu라는 이름으로 음악을 시작하게 되었습니다. 미숙하지만 사랑하는 음악을 제공하고 좋아한다고 생각합니다. 잘 부탁합니다. #adieu”. 《Instagram》. 2019년 9월 15일에 확인함.
77. ↑  “카미시라이시 모카, 「adieu」 명의로 음악 활동 시작 『나리타주』 2년 「늦었습니다」”. 《ORICON NEWS》. oricon ME. 2019년 9월 6일. 2019년 9월 15일에 확인함.
78. ↑  “RADWIMPS 노다 요지로, 마츠모토 준 × 아리무라 카스미 「나라타주」 주제가를 담당해”. 음악 나탈리. 2017년 6월 20일. 2017년 9월 23일에 확인함.
79. ↑  “노다 요지로가 다룬, 마츠모토 준  × 아리무라 카스미 「나라타주」주제가 MV 공개”. rockin'on.com. 2017년 9월 1일. 2017년 9월 23일에 확인함.
80. ↑  “adieu, 1년 7개월 만에 2nd 미니 앨범 「adieu2」 출시! 전모 발표 !!”. 소니 뮤직 엔터테인먼트. 2021년 5월 12일. 2021년 5월 12일에 확인함.
81. ↑  “adieu (카미시라이시 모카) 2nd 미니 앨범의 자세한 발표 카네코 아야노, 후루타치 유타로가 새롭게 참여”. 피어. 2021년 5월 12일. 2021년 5월 12일에 확인함.[깨진 링크(과거 내용 찾기)]
82. ↑  “카미시라이시 모카, adieu로 첫 라이브 「강한 의지가 있었다」 “시간을 멈추는 목소리”에 매료”. 《모델프레스》. 2019년 12월 19일. 2019년 12월 20일에 확인함.